# Ліпянкі (Мазовецьке воєводство)
Ліпянкі (пол. Lipianki) — село в Польщі, у гміні Новий Дунінув Плоцького повіту Мазовецького воєводства.
Населення — 228 осіб (2011).
У 1975-1998 роках село належало до Плоцького воєводства.

## Демографія
Демографічна структура станом на 31 березня 2011 року:
|          | Загалом | Допрацездатний вік | Працездатний вік | Постпрацездатний вік |
| -------- | ------- | ------------------ | ---------------- | -------------------- |
| Чоловіки | 116     | 26                 | 79               | 11                   |
| Жінки    | 112     | 22                 | 61               | 29                   |
| Разом    | 228     | 48                 | 140              | 40                   |